# Pusi i Thatë
Pusi i Thatë lub Pus i Thatë – wieś położona w północnej części Albanii w gminie Gjinaj. Wieś znajduje się 101 kilometrów od stolicy państwa, Tirany.

## Demografia
Według spisu ludności z 1989 roku we wsi Pusi i Thatë mieszkało 509 mieszkańców.